# Conceição Senna
Conceição Senna (Valente, 1937 - Rio de Janeiro, 27 de maio de 2020) foi uma atriz, documentarista e professora brasileira.
Foi premiada no Festival de Brasília com o Troféu Candango de melhor atriz coadjuvante por sua atuação no filme Iracema - Uma Transa Amazônica, em 1980. Ainda foi professora de interpretação na Escuela de Cine de San Antonio de los Baños, em Cuba, onde Orlando Senna dirigia à época.

## Filmografia

### Cinema
| Ano  | Título                                              | Personagem      | Notas                             |
| ---- | --------------------------------------------------- | --------------- | --------------------------------- |
| 2015 | Bahia Sci Fi                                        | Ela mesma       | Documentário                      |
| 2013 | A Coleção Invisível                                 | Dona Iolanda    | [ 3 ]                             |
| 2010 | O Último Romance de Balzac                          | —               |                                   |
| 2010 | Luz nas Trevas – A Volta do Bandido da Luz Vermelha | Vítima          |                                   |
| 2009 | De Velha Basta Eu                                   | Estela          | Curta-metragem                    |
| 2009 | Em Casa                                             | —               | Curta-metragem                    |
| 2007 | Chega de Saudade                                    | Aurelina        |                                   |
| 2003 | Glauber, o filme – Labirinto do Brasil              | Ela mesma       | Documentário                      |
| 1998 | Iremos a Beirute                                    | Cigana          |                                   |
| 1994 | Me hace volar                                       | —               | Curta-metragem                    |
| 1993 | Culpa                                               | Policial        | Curta-metragem                    |
| 1993 | Opus nigrum                                         | A mulher        | Curta-metragem                    |
| 1992 | Oswaldianas                                         | Grã-fina        | Segmento: "Perigo Negro"          |
| 1986 | A Flor do Mar                                       | Senhora Amélia  |                                   |
| 1986 | Ópera do Malandro                                   | —               |                                   |
| 1982 | Terra, a Medida do Ter                              | Narradora       |                                   |
| 1981 | Abrigo Nuclear                                      | Avo             | [ 6 ]                             |
| 1981 | Iracema - Uma Transa Amazônica                      | —               |                                   |
| 1978 | Coronel Delmiro Gouveia                             | Mulher de Zé Pó | [ 7 ]                             |
| 1977 | Diamante Bruto                                      | Rita            |                                   |
| 1976 | Gitirana                                            | —               | Documentário                      |
| 1970 | Caveira, My Friend                                  | —               |                                   |
| 1969 | O Dragão da Maldade contra o Santo Guerreiro        | Madalena        |                                   |
| 1964 | O Caipora                                           | —               | Creditada como Maria da Conceição |
| 1963 | Rebelião em Novo Sol                                | —               | Curta-metragem                    |
| 1963 | Ziriguidum                                          | —               | Curta-metragem                    |
| 1962 | Tocaia no Asfalto                                   | —               | Figurante                         |

Como diretora
- 2018 – “Anjos de Ipanema” (longa doc)
- 2006 – “Brilhante” (longa doc)
- 1987 – “Memória do Sangue” (curta doc)

Como produtora
- 2020 - "Longe do Paraíso"